# Glycoprotein
Glycoprotein là các protein chứa chuỗi oligosaccharide (glycans) liên kết cộng hóa trị với các chuỗi bên amino acid. Các carbohydrate được gắn vào protein có thể cùng lúc với quá trình dịch mã hoặc sau dịch mã. Quá trình này được gọi là glycosyl hóa (Glycosylation). Các protein được tiết ra ngoại bào thường được glycosyl hóa.
Ở các protein mà có phần mở rộng ngoại bào, thì phần ngoại bào cũng thường được glycosyl hóa. Glycoprotein cũng thường là những protein xuyên màng tối quan trọng vì chúng đóng một vai trò trong tương tác tế bào-tế bào. Sẽ là quan trọng [theo ai?]khi phân biệt glycosyl hóa tại mạng lưới nội chất của hệ thống tiết với glycosyl hóa ở nhân-tế bào chất có thể đảo ngược. Glycoprotein của tế bào chất và nhân có thể được sửa đổi tiếp là bổ sung có thể đảo ngược của một chuỗi bên GlcNAc duy nhất, được coi là để tương hỗ với phosphoryl hóa và chức năng này có thể là cơ chế điều hòa bổ sung để kiểm soát tín hiệu dựa trên sự phosphoryl hóa. Ngược lại, glycosyl hóa của hệ thống tiết cổ điển có thể là quan trọng cho cấu trúc.